# 維丁州
維丁州是保加利亞的一個州，位於該國西北部，北隔多瑙河與羅馬尼亞相望，西鄰塞爾維亞。面積3,032.9平方公里，2006年人口128,050人。州府維丁，下分为11个市镇。